# 波士頓 (林肯郡)
波士頓（英語：Boston，i/ˈbɒstən/）是位於英格蘭東海岸林肯郡的一個城鎮和港口。2011年英國人口普查時，波士頓有人口64,637人。波士頓位於格林威治正北，處在本初子午線上。波士頓最著名的地標是聖博托爾夫教堂，也是英格蘭最大的教區教堂，擁有英格蘭最高的塔之一。
美國麻省波士頓的地名來源就是這個城市，該城市是由從此地區附近移居至北美洲的清教徒所建立。